# Joseph Siravo
Joseph Siravo (* 11. März 1955 in Washington, D.C.; † 11. April 2021) war ein US-amerikanischer Schauspieler.

## Leben
Siravo graduierte an der Stanford University und der Tisch School of the Arts der New York University. Seit den 1990er-Jahren war er mehrfach am New Yorker Broadway zu sehen. In der nationalen Tour des Stücks Jersey Boys stand er als Gyp DeCarlo über 1000 Mal auf der Bühne.
In Film- und Fernsehproduktionen wurde Siravo, möglicherweise auch aufgrund seiner italo-amerikanischen Abstammung, besonders oft als Mafioso besetzt. Zu seinen bekanntesten Rollen gehört die des „Johnny Boy“ Soprano, des in Rückblenden dargestellten Vaters von Tony Soprano, in der erfolgreichen Fernsehserie Die Sopranos. Bereits 1993 hatte er in seinem Kinodebüt in Brian de Palmas Carlito’s Way in einer Nebenrolle Vincent „Vinnie“ Taglialucci dargestellt, einen Mafioso, der versucht Carlito, dargestellt von Al Pacino, zu ermorden. Siravo spielte dann auch 2002 im Film Wisegirls einen zwielichtigen Barbesitzer mit Verbindungen zur Mafia. Er spielte sowohl den Mobster John Gotti (im Film The Wannabe, 2015) als auch dessen Bruder Gene Gotti (im Fernsehfilm Witness to the Mob, 1998). Eine etwas andere Rolle hatte er 2016 in der Serie American Crime Story, in der er den Vater des Mordopfers Ronald Goldman verkörperte.
Siravos Schaffen für Film und Fernsehen umfasst 50 Produktionen. Er starb infolge einer Krebserkrankung.

## Filmografie
- 1991: Tigerjagd in Manhattan (N.Y.P.D. Mounted, Fernsehfilm)
- 1992–2000: Law & Order (Fernsehserie, vier Folgen)
- 1993: Carlito’s Way
- 1994: Another World (Fernsehserie, eine Folge)
- 1994: Loving (Fernsehserie, eine Folge)
- 1994: Auf der Suche nach Jimmy Hoyt (The Search for One-eye Jimmy)
- 1995: Animal Room
- 1995: New York News – Jagd auf die Titelseite (New York News, Fernsehserie, Folge A Question of Truth)
- 1996: Walking and Talking
- 1996: Swift Justice (Fernsehserie, Folge Horses)
- 1997: Dellaventura (Fernsehserie, Folge With a Vengence)
- 1998: Cosby (Fernsehserie, Folge Mud)
- 1998: The Mob – Der Pate von Manhattan (Witness to the Mob, Fernsehfilm)
- 1998: New York Undercover (Fernsehserie, Folge Capital Punishment)
- 1999–2007: Die Sopranos (The Soparanos, Fernsehserie, fünf Folgen)
- 1999: Snow Days
- 2000: 101 Ways (The Things a Girl Will Do to Keep Her Volvo)
- 2000: (K)ein bisschen schwanger (Labor Pains)
- 2000: Third Watch – Einsatz am Limit (Fernsehserie, Folge Just Another Night at the Opera)
- 2001: A Day in Black and White
- 2001: Thirteen Conversations About One Thing
- 2001–2010: Criminal Intent – Verbrechen im Visier (Law & Order: Criminal Intent, Fernsehserie, drei Folgen)
- 2002: Wisegirls
- 2002: Manhattan Love Story
- 2002: Porn ’n Chicken (Fernsehfilm)
- 2002–2003: Die Straßen von Philadelphia (Hack, Fernsehserie, zwei Folgen)
- 2003/2009: Law & Order: Special Victims Unit (Fernsehserie, zwei Folgen)
- 2004: Große Haie – Kleine Fische (Shark Tale, Stimme)
- 2005: Law & Order: Trial by Jury (Fernsehserie, Folge Blue Wall)
- 2005: Jonny Zero (Fernsehserie, Folge Diamonds & Guns)
- 2006: Tierisch wild (The Wild, Stimme)
- 2006: 16 Blocks
- 2006: Live from Lincoln Center (Theateraufzeichnung, Folge The Light in the Piazza)
- 2007: Rockaway
- 2007: Turn the River
- 2007: Verwünscht (Enchanted)
- 2007–2008: Dirty Sexy Money (Fernsehserie, drei Folgen)
- 2010: In Treatment – Der Therapeut (Fernsehserie, Folge Jesse: Week Seven)
- 2012: Made in Jersey (Fernsehserie, fünf Folgen)
- 2013: Elementary (Fernsehserie, Folge Dead Man’s Switch)
- 2014: The Blacklist (Fernsehserie, zwei Folgen)
- 2015: Blue Bloods – Crime Scene New York (Blue Bloods, Fernsehserie, Folge Love Stories)
- 2015: The Wannabe
- 2016: Equity – Das Geld, die Macht und die Frauen (Equity)
- 2016: American Crime Story (Fernsehserie, sieben Folgen)
- 2018: Stand-In (Fernsehserie, Pilotfilm)
- 2019: The Report
- 2019: New Amsterdam (Fernsehserie, Folge Croaklahoma)
- 2019: Motherless Brooklyn
- 2020: For Life (Fernsehserie, fünf Folgen)

## Theaterauftritte (Auswahl)
Broadway
- The Light in the Piazza
- Conversations with My Father
- The Boys from Syracuse

Off-Broadway
- Gemini
- Mad Forest
- My Night with Reg